# The Red in the Sky Is Ours

The Red in the Sky is Ours var det svenske melodiske dødsmetalband At the Gates debutalbum der blev udgivet i 1992. Det blev genudgiet i 1993 sammen med det andet alum With Fear I Kiss the Burning Darkness og endnu engang i 2003 hvor der var føjet nogle bonusnumre til.

## Numre
1. "The Red in the Sky Is Ours/The Season to Come" – 4:41
2. "Kingdom Gone" – 4:40
3. "Through Gardens of Grief" – 4:02
4. "Within" – 6:54
5. "Windows" – 3:53
6. "Claws of Laughter Dead" – 4:02
7. "Neverwhere" – 5:41
8. "The Scar" – 2:00
9. "Night Comes, Blood-Black" – 5:16
10. "City of Screaming Statues" – 4:37

- Bonusnumre fra 2003 genudgivelsen:

1. "All Life Ends (Live)"
2. "Kingdom Gone (Live)"
3. "Ever-Opening Flower (Demo)"

## Musikere
- Anders Björler – Guitar
- Jonas Björler – Bas
- Adrian Erlandsson – Trommer
- Alf Svensson – Guitar
- Tomas Lindberg – Vokal
- Gesper Jarold – Violin